# Procès du palais Bourbon

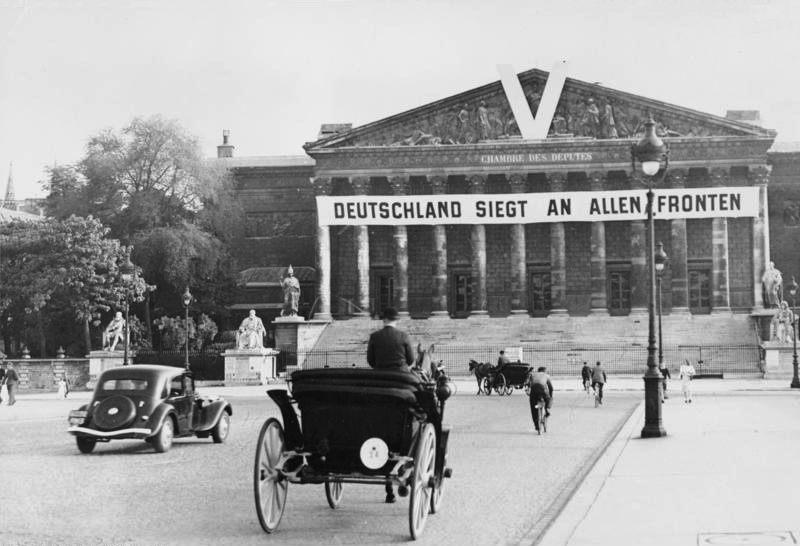
Propagande allemande sur la façade du Palais Bourbon pendant l'occupation de Paris : Deutschland siegt an allen Fronten (L'Allemagne vainc sur tous les fronts).

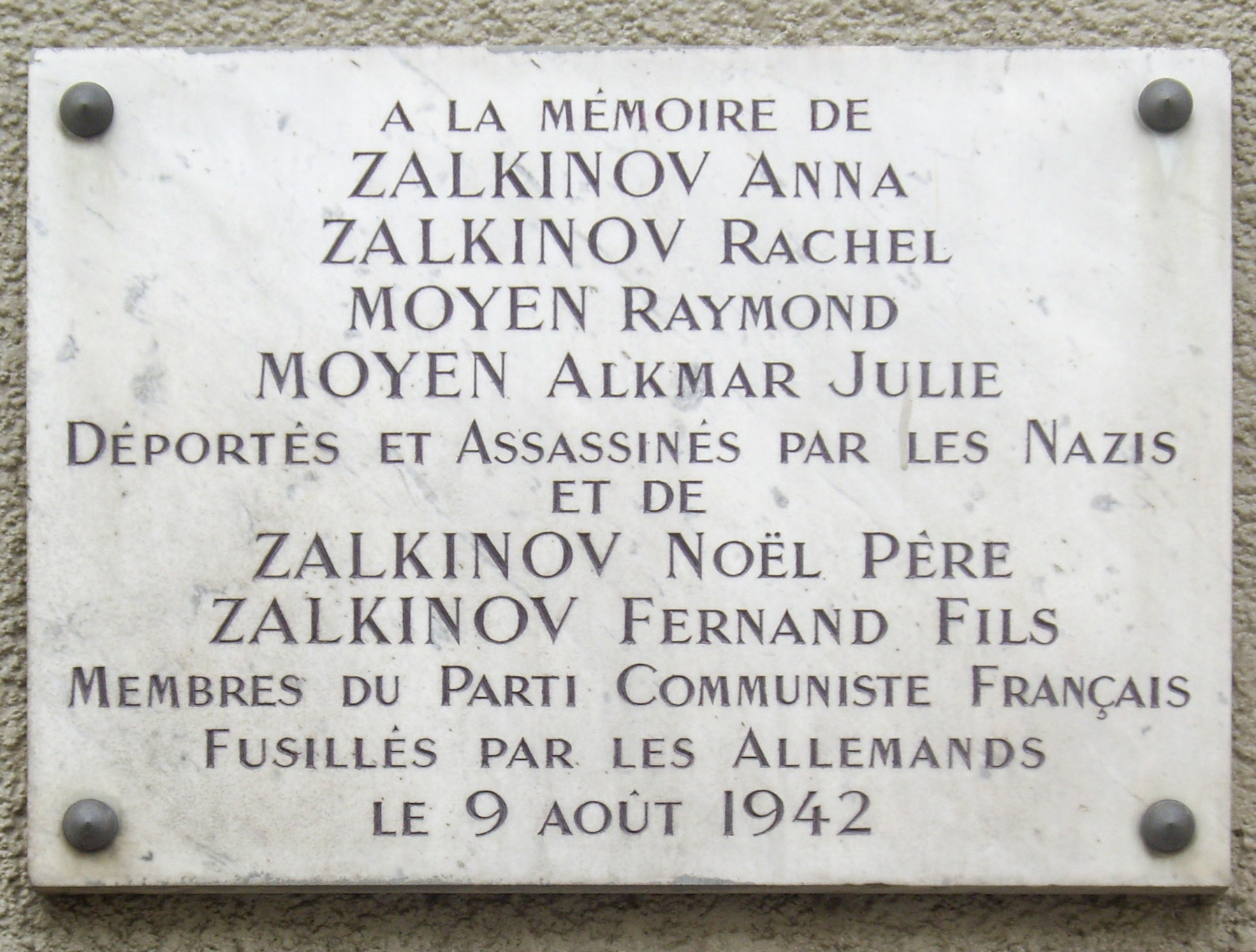
Plaque commémorative au 73 rue des Amandiers à Paris, en l'honneur notamment de Fernand Zalkinow, un des condamnés du procès.

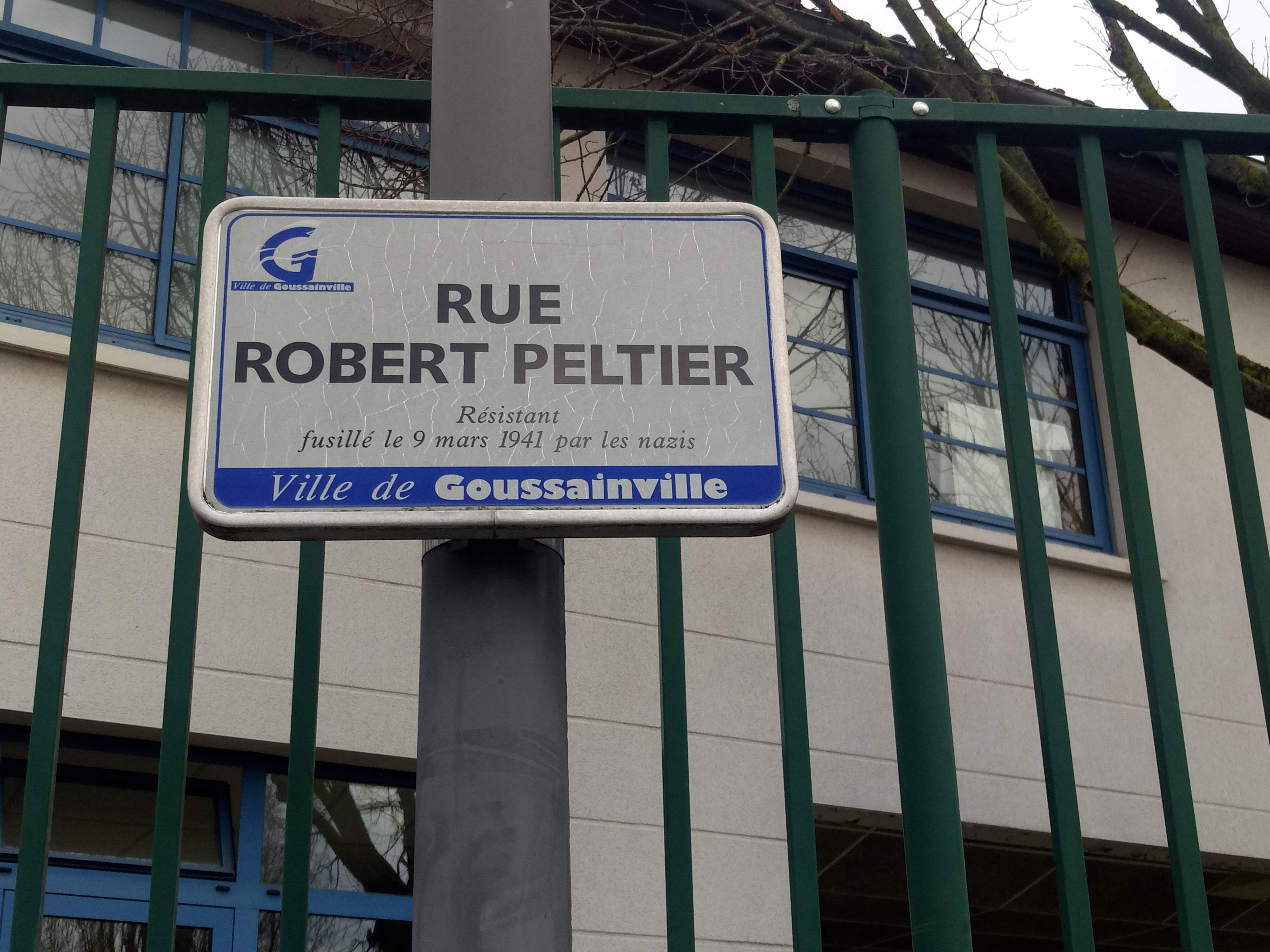
Plaque de la rue Robert-Peltier à Goussainville, rendant hommage à l'un des condamnés du procès.

Le procès du palais Bourbon est le procès organisé en France par les autorités nazies en mars 1942 contre sept combattants des Bataillons de la jeunesse, groupe de jeunes résistants communistes menant la lutte armée contre l'occupant allemand.

## Déroulement du procès
Le 4 mars 1942 s’ouvre un procès que les Allemands ont voulu spectaculaire. Il se déroule du 4 au 6 mars 1942 dans la galerie des fêtes du palais Bourbon, siège de la Chambre des députés mais qui durant l'Occupation abrite des services de la Kommandantur du Gross Paris.
En faisant de ce procès, pour la première fois, un procès public, de surcroît dans ce haut lieu de la République, le gouverneur militaire des forces d'occupation (Militärbefehlshaber) pour la France, Carl-Heinrich von Stülpnagel, cherche à frapper l'opinion, dans le but de la retourner contre la résistance armée. La presse, notamment le Pariser Zeitung, Le Petit Parisien, Le Matin, L'Œuvre, et les Actualités cinématographiques allemandes sont présentes. Von Stülpnagel est là en personne avec tout son état-major.
Il ne s'agit en fait que d'un « simulacre de justice ». Le but est de prouver aux plus hautes autorités de Berlin que la répression contre les « terroristes », à laquelle collabore très activement la police française, est plus efficace que la politique des otages qui ne fait qu'attiser la haine contre les forces d'occupation.
Les nazis reprochent au groupe d'avoir mené en trois mois plus de dix-sept opérations de guerre.

## Accusés
- Roger Hanlet, 19 ans, mécanicien[6],
- Acher Semahya, 26 ans, ouvrier métallurgiste[7],
- Robert Peltier, 20 ans, ouvrier modeleur[8],
- Christian Rizo, 19 ans, étudiant[9],
- Tony Bloncourt, 21 ans, étudiant,
- Pierre Milan, 17 ans, télégraphiste[10],
- Fernand Zalkinow, 18 ans, ouvrier fourreur.

Comparaissant menottés, sept jeunes communistes, sept copains, pour la plupart originaires du 11e arrondissement de Paris. Le plus jeune a 17 ans, le plus vieux 27. Membres des « Bataillons de la jeunesse » commandés par le colonel Albert Ouzoulias (alias colonel André), ils ont été parmi les premiers à s’engager dans la lutte armée contre l’occupant. Un homme manque à l'appel : Gilbert Brustlein, le « chef » du groupe, activement recherché — il a participé à l’attentat du métro Barbès contre l’aspirant de la Kriegsmarine Alfons Moser, au côté de Pierre Georges, futur colonel Fabien (21 août 1941), et à celui de Nantes contre le Feldkommandant Karl Hotz (20 octobre 1941), mais il a réussi à échapper au coup de filet.
C'est l'enquête policière menée à la suite de cet attentat qui a resserré l'étau autour des sept jeunes résistants, déjà repérés auparavant.
Arrêtés entre octobre 1941 et janvier 1942 par la police de Vichy, ils sont incarcérés à la prison de la Santé et mis au secret, puis livrés aux autorités allemandes. Leur procès ne durera que trois jours.
L’accusation a retenu contre eux 17 attentats, parmi lesquels « des tentatives d’assassinats, des incendies ou des dommages commis sur des garages, sur une station d’émetteurs et sur des voies ferrées… ». La presse collaborationniste se déchaîne, comparant les sept jeunes résistants à de vulgaires bandits à la solde de la « ploutocratie anglo-judéo-bolchevique ». Paris-Midi et Paris-Soir, Aujourd’hui, Le Matin, Le Petit Parisien, mais surtout Les Nouveaux Temps, de Jean Luchaire, Le Cri du peuple de Jacques Doriot, L'Œuvre, dirigée par Marcel Déat, publieront de nombreux et longs articles sur le procès du « Groupe Brustlein » . Quant au Pariser Zeitung, il publie pendant trois jours un compte rendu détaillé des « débats », citant des passages entiers du réquisitoire et des attendus du verdict.
Le jour du verdict, le président de la cour martiale se félicitera de l’excellente coopération des polices « française » et allemande, et le chef de la « Brigade spéciale criminelle », le commissaire Georges Veber, viendra en personne recevoir les félicitations de ses maîtres.
En effet, la coopération fonctionna on ne peut mieux… La « Brigade spéciale criminelle » de la préfecture de police de Paris, spécialisée dans la répression anticommuniste, repère la trace des combattants en octobre 1941 grâce à une dénonciation fortuite visant un jeune homme « lié à des gens qui participeraient aux attentats sur les voies ferrées ». Ce dernier étant identifié, la police peut lancer ses limiers. Les premiers à être arrêtés sont Roger Hanlet, Pierre Milan et Acher Semahya, le 30 octobre 1941. Le lendemain 31 octobre, c’est au tour de Fernand Zalkinow et le 1er novembre Robert Peltier est arrêté sur son lieu de travail. Christian Rizo se fait prendre le 25 novembre dans un cinéma. Tony Bloncourt, qui a pu échapper à l'arrestation, est hébergé par des copains étudiants dont Pierre Daix. Il sera arrêté le 6 janvier lors d’un contrôle de police.
Le groupe est incarcéré à la Santé et mis au secret, fers aux pieds, avant d’être livré aux autorités allemandes. Deux jours avant l’exécution de la sentence, la mère de Christian fut autorisée à aller le voir pour les derniers adieux ; elle ne put le voir que depuis un petit parloir grillagé, séparée de son fils par un corridor gardé par une sentinelle. Christian lui avouera alors que lui et ses camarades ont été « odieusement maltraités » par les policiers de la « Brigade spéciale criminelle ».

## Condamnation

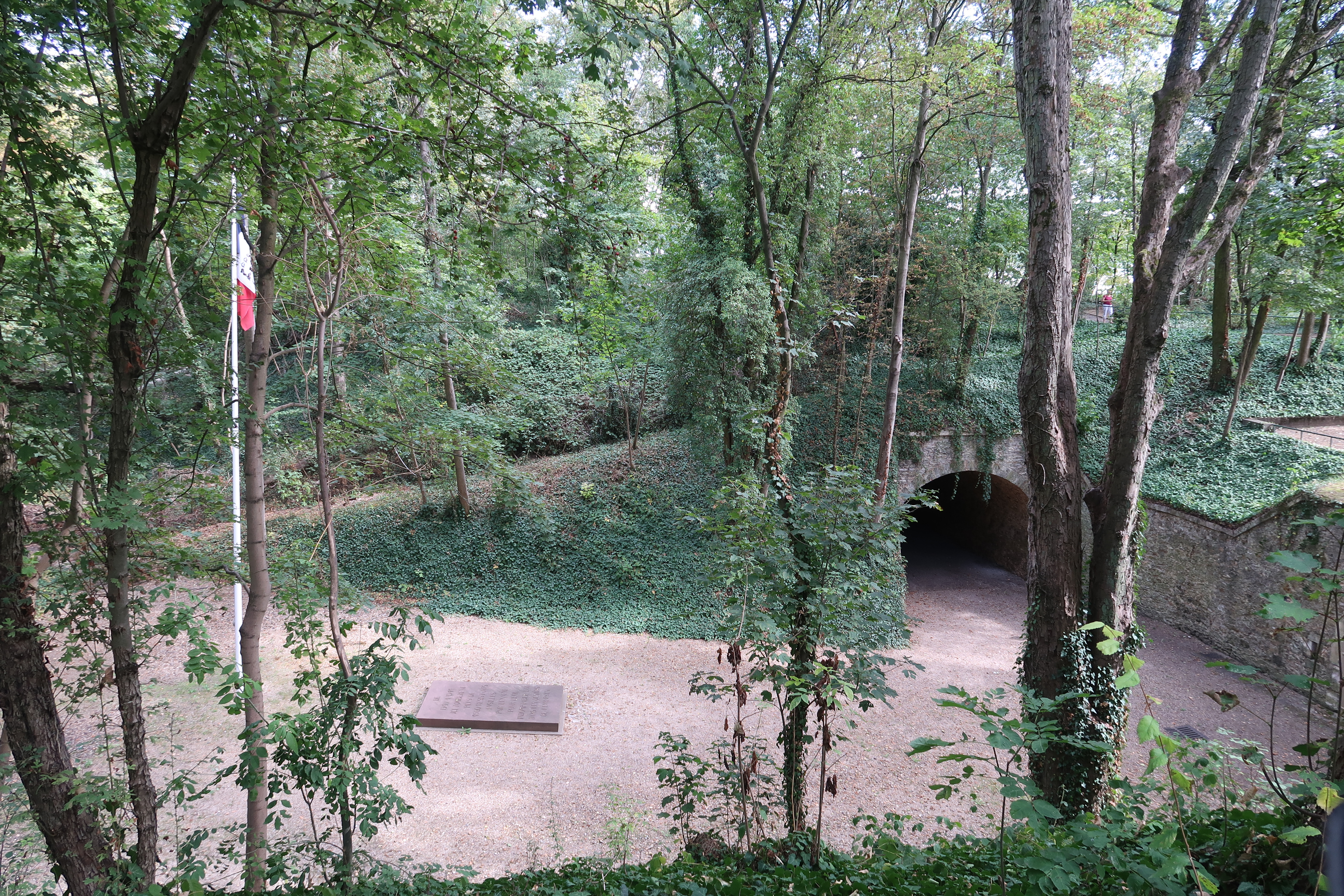
Clairière des fusillés du Mont Valérien où les condamnés ont été exécutés.

Le verdict tombe au soir du 6 mars, après trois jours de « débats ». Il ne fait guère de doute : tous sont déclarés coupables et condamnés à mort pour « avoir fomenté et commis des attentats, avoir favorisé les menées de l'ennemi et avoir porté des armes apparentes ou cachées ».
Face à leurs juges, ils adoptèrent une attitude digne et courageuse, se transformant en accusateurs, revendiquant pleinement leurs actes. « J’ai agi en patriote et par conviction communiste », dira Robert Peltier. « La perspective d’être fusillé ne le retint pas une seconde », ajoutera l’officier nazi présidant la cour martiale. Cette attitude combative fera dire au Pariser Zeitung qu’ils répondirent avec une « effrayante insolence » aux accusations. Le journal de Doriot nota que « pendant la suspension d’audience qui précéda le verdict, les terroristes firent preuve d’un cynisme déconcertant, en riant et plaisantant, alors qu’un peu avant, ils avouaient une fois de plus les attentats… ».
Le lundi 9 mars, étudiants et professeurs font circuler à la Sorbonne une pétition demandant le recours en grâce. Elle se couvre rapidement de signatures, certains professeurs y ajoutent des éloges et des annotations.
Rien n’arrêtera cependant la machine nazie. Ils seront fusillés le 9 mars 1942 dans la clairière du Mont Valérien ; ils avaient demandé à mourir ensemble. Leur vœu ne sera pas exaucé. Comme il n’y a que cinq poteaux, Roger Hanlet et Acher Semhaya sont exécutés les premiers à 16 h 13 avec trois autres résistants ; puis ce sera au tour de Christian Rizo, Fernand Zalkinow (16 h 26), Robert Peltier (16 h 27), Tony Bloncourt (16 h 28) et Pierre Milan (16 h 42) - l’heure indiquée est celle du décès constaté.
Dès que la nouvelle sera connue, le quartier se couvrira de papillons, de tracts, d’affichettes appelant à venger les sept jeunes combattants et renforcer la lutte contre l’occupant.
Dans une lettre adressée à la mère de Christian Rizo, Maître Wilhelm, l'avocat chargé de sa défense et ayant assisté aux derniers moments des condamnés, écrit : « ils ont pris congé dans la dignité, le courage et la foi de leur conviction. »

## Hommage
Le 9 mars 2000, un hommage solennel de la Nation leur fut rendu et une plaque commémorant le sacrifice de ces résistants a été apposée sur la façade de l’hôtel de Lassay, à l’initiative de Laurent Fabius, alors président de l'Assemblée nationale. À la même date est publié un rapport d'enquête demandé par Fabius à Éric Alary, sous la direction de Jean-Pierre Azéma,
La plaque rappelle qu'ils sont morts pour la France et qu'ils ont été décorés à titre posthume de la Médaille militaire, de la Croix de guerre 1939-1945 avec palme et de la médaille de la Résistance.